# Głuszyna, Tỉnh West Pomeranian
Głuszyna [ɡwuˈʂɨna] (trước đây là Dowenheide của Đức) là một khu định cư ở khu hành chính của Gmina Tychowo, thuộc quận Białogard, West Pomeranian Voivodeship, ở phía tây bắc Ba Lan.
Trước năm 1945, khu vực này là một phần của Đức. Đối với lịch sử của khu vực, xem Lịch sử của Pomerania.